# حديقة الطيور بفاس
حديقة الطيور أو «تروبيكانا بارك» هو متنزّه ترفيهي في فاس العاصمة العلمية للمغرب، تمتد الحديقة على مساحة ثلاثة هكتارات، وتتواجد بالقرب من المنطقة الرطبة «المرجة» بزواغة السفلى، تتوفر على فضاءات للترفيه بالنسبة للأطفال، ومطعم، ومقهى، ومرافق صحية، وأماكن للاستراحة.
افتتح هذا المنتزه، الذي عزز البنية الترفيهية بمدينة فاس، في يونيو سنة 2014 بعد أن تم إنجازه بتمويل من الجماعة الحضرية لفاس.
تزخر «حديقة الطيور بفاس» بأصناف متعددة من الطيور، منها ما ينتمي إلى المغرب، ومنها ما تم جلبه من الخارج، من أمريكا اللاتينية وإفريقيا وغيرها من القارات، وهناك الطيور المغردة، والطيور الجارحة، والدواجن.
يوجد بها أزيد من 30 نوع من الطيور المحلية والمستوردة، هذا إضافة إلى قردة وسناجب وأسماك تضفي رونقاً على أحواضها المائية. وتشتمل على الببغاوات والحمام بمختلف أنواعه، إضافة إلى الدواجن، من ديكة ودجاج تعيش جنبا إلى جنب مع النعامة الصحراوية الإفريقية والطاووس، وأنواع أخرى من الطيور الاستوائية والكاسرة.